# Geretsried
Geretsried è una città tedesca situata nel land della Baviera, fa parte del circondario di Bad Tölz-Wolfratshausen.